# Diploöspora rosea
Diploöspora rosea är en svampart som beskrevs av Grove 1916. Diploöspora rosea ingår i släktet Diploöspora, divisionen sporsäcksvampar och riket svampar.   Inga underarter finns listade i Catalogue of Life.